# James Bowling Mozley
James Bowling Mozley (15 septembre 1813 - 4 janvier 1878) est un théologien britannique.

## Biographie
Il est né à Gainsborough, Lincolnshire, frère cadet de Thomas Mozley, et fait ses études à la Queen Elizabeth's Grammar School (aujourd'hui Queen Elizabeth's High School, Gainsborough) puis à l'Oriel College d'Oxford.
Mozley est élu membre de Magdalen en 1840. Il prend une part active au mouvement d'Oxford. Il a déclaré qu'il ne pouvait pas plus suivre John Henry Newman, son beau-frère, dans la communion romaine « que fuir ». Il est co-éditeur du Christian Remembrancer . Il quitte ce poste en raison de son accord substantiel avec la célèbre décision Gorham.
Mozley est l’un des premiers soutiens du Guardian, l’hebdomadaire de la Haute Église. En 1856, il devient vicaire de Shoreham, en 1869 chanoine de Worcester et en 1871 professeur regius de théologie à Oxford.
Il décède à Shoreham le 4 janvier 1878.

## Publications
- A Treatise on the Augustinian Doctrine of Predestination (1855)
- The Primitive Doctrine of Baptismal Regeneration (1856)
- A Review of the Baptismal Controversy  (1862)
- Subscription to the Articles: a Letter (1863)
- Lectures on Miracles, conférences Bampton de 1865
- Ruling Ideas in Early Ages and their relation to the Old Testament Faith (1877)
- Essays, Historical and Theological, paru en 1878 (2 vol.), avec une préface biographique de sa sœur Anne, qui édite également certaines de ses Lettres (1884)[1].